# Tron (Film)
Tron ist ein US-amerikanischer Spielfilm der Disney-Studios von 1982. Er entstand unter der Regie von Steven Lisberger, der Mitwirkung von Jeff Bridges, Bruce Boxleitner und David Warner in den Hauptrollen und der Musik von Wendy Carlos. 2010 erschien die Fortsetzung Tron: Legacy.

## Handlung
Der Programmierer Kevin Flynn versucht Beweise zu beschaffen, dass Ed Dillinger einst mehrere von ihm programmierte Computerspiele gestohlen und diese als seine ausgegeben hat. Dillinger wurde dadurch Präsident der Computerfirma ENCOM. Flynn schreibt Computerprogramme, die im vom MCP (Master Control Program) übernommenen Hauptcomputer der Firma nach den Beweisen suchen sollen; seine Versuche bleiben allerdings immer erfolglos. Was weder Flynn noch sonst jemand ahnt, ist, dass alle Computerprogramme in einer vom MCP beherrschten virtuellen Realität als humanoide Wesen leben, die ihren Programmierern (Usern) ähneln. In „Tron“ sind die Begriffe Nutzer und Programmierer oft gleichbedeutend. Die Nutzer sind die Programmierer, die ihre eigenen Programme geschrieben haben.
Flynns Freunde Alan Bradley und Lora wollen ihm, nachdem er ihnen die Geschichte erzählt hat, helfen. Beide arbeiten noch bei ENCOM, während Flynn entlassen wurde. Alan hat die Idee, ein von ihm entworfenes Überwachungsprogramm namens „Tron“ zu aktivieren. Dieses Programm würde das MCP ausschalten, und Flynn könnte in das System eindringen und die Beweise finden, die er benötigt. Bei der Durchführung des Plans geht allerdings etwas schief. Das MCP wehrt sich, als Flynn versucht, sich innerhalb des Firmenkomplexes in die Computer einzuhacken. Flynn wird von einem Laser digitalisiert und im Computer rematerialisiert, wo er sofort gefangen genommen wird. Flynns einzige Hoffnung ist, Tron zu finden und ihn dazu zu bringen, seine Aufgabe als Überwachungsprogramm des MCP wahrzunehmen.
Indes beauftragt das MCP das Programm Sark, Flynn an Spielen teilnehmen und dabei sterben zu lassen. Diese Spiele sind nichts anderes als Computerspiele, die die User spielen. Während eines dieser Spiele trifft Flynn auch auf Tron und kann mit ihm und einem weiteren Programm namens Ram fliehen. Auf der Flucht werden sie getrennt, Ram wird beschädigt und kann sich nicht mehr im System halten. Er löst sich auf. Tron und Flynn machen sich nun getrennt auf den Weg zu einem Input-/Output-Tower, wo die Programme Kontakt zu ihren Usern aufnehmen können. Dabei entdeckt Flynn nach und nach, dass er als User in der Computerwelt praktisch gottgleiche Kräfte besitzt, die es ihm erlauben, die Naturgesetze jener Welt nach Belieben zu manipulieren.
Tron schafft es, mit Hilfe der zwei Programme Yori und Dumont mit Alan Bradley in Verbindung zu treten. Von diesem bekommt er Instruktionen, wie er gegen das MCP vorgehen kann. Auf dem Weg zum MCP treffen Tron und Yori auf Flynn. Zu dritt gelingt es ihnen, bis zum MCP vorzudringen, sie werden allerdings kurz vorher von Sark aufgehalten. Tron schafft es, Sark schwer zu verletzen. Das MCP bekommt nun Angst um seine Existenz und überträgt alle seine Fähigkeiten auf Sark; dieser verwandelt sich in einen Riesen und attackiert Tron. Flynn springt, um das MCP abzulenken, direkt in seine Verbindung zur realen Welt. Tron schafft es dadurch, die Schnittstelle des MCP zu unterbrechen. Dies deaktiviert das MCP und besiegelt auch Sarks Schicksal. Flynn wird durch seinen Sprung in die Verbindung wieder in die reale Welt hinausgeschleudert.
Durch die Deaktivierung des MCPs sind nun alle Beweise des Diebstahls der Computerspiele durch Dillinger für jeden frei zugänglich. Dillinger wird entlassen, und Flynn nimmt dessen Posten als Präsident ein.

## Produktion

### Name
Der Name „Tron“ ist laut dem Making-of auf der DVD-Veröffentlichung eine Kurzform von electronic. „Tron“ ist in der realen Computerwelt einerseits ein Befehl, der die Ablaufverfolgung bei der Fehlersuche von BASIC-Programmen einschaltet (TRACE ON) und gleichzeitig ein Maschinenbefehl der PDP-10 mit dem Opcode oktal 666.
Der Name MCP (Master Control Program) stammt von einem Betriebssystem, das die Burroughs Corporation 1961 mit dem B5000-Mainframe einführte. Seine Aufgabe wurde folgendermaßen beschrieben: to automatically manipulate machine programs, allocate memory, assign equipment and route all information.

### Technik

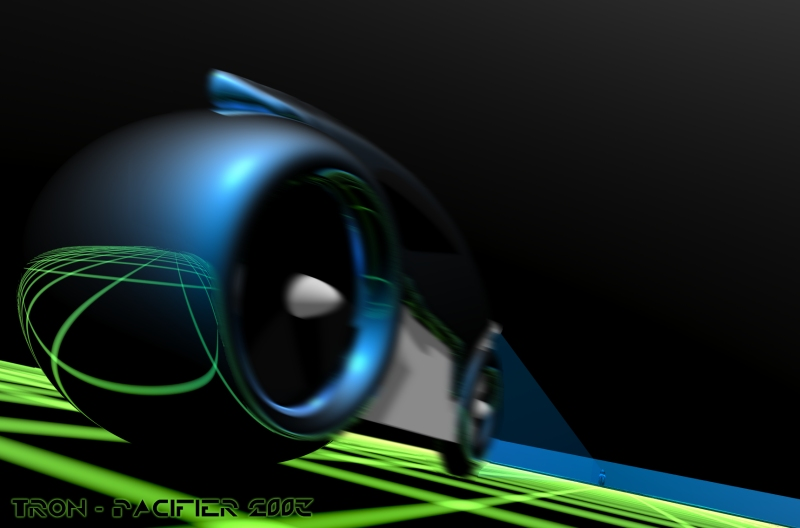
An den Film angelehnte Illustration eines Lichtrenners

Tron war einer der ersten Spielfilme, in denen längere computergenerierte Sequenzen eingesetzt wurden. Insgesamt machen diese etwa 15 bis 20 der 96 Filmminuten aus. Auch wenn der Film für die eher hölzerne Leistung der Darsteller und seine teilweise zusammenhanglose Handlung kritisiert wurde, wurde er dennoch als ein Meilenstein in der Geschichte der Computeranimation gefeiert.
Um die computergenerierten Teile des Films produzieren zu können, wandte sich Disney an die Firma Triple I. Triple I verfügte damals über den Super Foonly F-1, den schnellsten PDP-10-Computer, der bis dahin hergestellt wurde. Er war auch der einzige seiner Art. Zudem wurden auch die Firmen MAGI Synthavision, Robert Abel and Associates und Digital Effects in das Projekt eingebunden, welche auf Spezialeffekte spezialisiert waren.
Der Film enthält jedoch viel weniger computeranimierte Sequenzen, als meist angenommen wird. Der einzigartige visuelle Stil dieses 70-mm-Films wird vielmehr durch die Backlit Animation bestimmt, ein rein optisches Verfahren, mit dem die Live-Actionszenen, die im Inneren des Computers spielen, realisiert wurden. Dabei werden die Schauspieler und Teile der Szene zunächst in schwarz-weiß gefilmt. Jedes einzelne Bild wird auf einen großformatigen Planfilm mit sehr hohem Kontrast vergrößert und anschließend mit weiteren Folienschichten überlagert, mit fotografischen Techniken bearbeitet, koloriert und retuschiert. Wie bei einem klassischen Animationsfilm wird auf diese Weise Bild für Bild zusammengesetzt und fotografiert, wobei das Licht, wie der Name des Verfahrens andeutet, in diesem Fall auch von hinten durch das Bild strahlt, was die typischen Leuchteffekte des Films ermöglicht. Eine Vielzahl von bearbeiteten kontrastreichen und großformatigen Diapositiven und Negativen wurde für jedes einzelne Bild solcher Sequenzen benötigt; es wurden ganze LKW-Ladungen an klassischem Planfilm verarbeitet. Der Aufwand dieses Verfahrens war um ein Vielfaches größer als bei konventionell gedrehten animierten Trickfilmen. Tron blieb der einzige Spielfilm, in dem diese Technik eine so zentrale Rolle einnahm, was das Aussehen des Films bis heute einzigartig macht.

### Gestaltung
Der Comic-Zeichner Jean Giraud (alias Moebius) entwarf die Haupt-Sets und die Kostüme für den Film. Die meisten Fahrzeuge wurden vom Produktdesigner Syd Mead entworfen, der später auch für den Film Blade Runner arbeitete.
In der Computerwelt im Film tragen alle Programme eine Uniform mit farbigen Schaltkreisen. Das ursprüngliche Konzept sah vor, die „bösen“ Programme wie Sark oder das Master-Control-Programm mit blauen Linien und die guten Programme mit gelben zu kennzeichnen. Aus unbekannten Gründen änderte man das Konzept zu blau für die Guten und rot für die Bösen. Einige der Originalfarben blieben jedoch im Film, vermutlich, weil diese Konzeptänderung während der laufenden Produktion stattfand und verschiedene Szenen bereits fertiggestellt waren. So hat zum Beispiel der Charakter Clu wie die meisten anderen „guten“ Panzerprogramme gelbe Linien auf seiner Uniform, Sarks Panzer-Kommandeure jedoch sind mit blauen Linien versehen.

### Filmmusik
Den Soundtrack zum Film schrieb die Synthesizer-Pionierin Wendy Carlos. Carlos wurde durch ihr Album Switched-On Bach sowie die Soundtracks für viele andere Filme, wie zum Beispiel Uhrwerk Orange oder Shining bekannt. Für Tron verwendete Carlos die Analog-Synthesizer von Moog, einen GDS-Digital-Synthesizer mit komplexer additiver und phasenmodulierter Synthese, das London Philharmonic Orchestra unter der Leitung von Douglas Gamley, das Los Angeles Orchestra unter der Leitung von Richard Bowden sowie die große Pfeifen-Orgel in der Royal Albert Hall in London. Zwei weitere Tracks wurden von der Band Journey beigesteuert.
- CD-Veröffentlichung: Tron. Original Motion Picture Soundtrack. Music by Wendy Carlos. Walt Disney Records 60748-7, Burbank 2001

## Synchronisation
Die deutsche Synchronisation entstand nach einem Dialogbuch von Martin Großmann unter der Dialogregie von Dietmar Behnke im Auftrag der Berliner Synchron GmbH Wenzel Lüdecke.
| Rolle                   | Darsteller       | Synchronsprecher  |
| ----------------------- | ---------------- | ----------------- |
| Kevin Flynn/Clu         | Jeff Bridges     | Frank Glaubrecht  |
| Alan Bradley/Tron       | Bruce Boxleitner | Lutz Riedel       |
| Lora/Yori               | Cindy Morgan     | Evelyn Maron      |
| Ed Dillinger/Sark       | David Warner     | Norbert Gescher   |
| Master Control Program  | David Warner     | Helmut Krauss     |
| Dr. Walter Gibbs/Dumont | Barnard Hughes   | Heinz Petruo      |
| Ram                     | Dan Shor         | Joachim Tennstedt |
| Crom                    | Peter Jurasik    | Uwe Paulsen       |

## Rezeption

### Kritiken
Der Film hatte am 9. Juli 1982 Weltpremiere in den USA. In die deutschen Kinos kam er am 9. Dezember desselben Jahres.
Er bekam von den Kritikern gemischte bis gute Kritiken. Auf Rotten Tomatoes bekam er ein Fresh-Rating von 70 % bei einer Wertung von 6,4 von 10 Punkten, basierend auf 54 Kritiken.

„Der erste US-Spielfilm, der versucht, eine banal-oberflächliche Computerstory in eine adäquate Bildform zu verpacken […]. Ein grellbuntes Spektakel, das teilweise brillant mit Mitteln der Computeranimation, der herkömmlichen Zeichentricktechnik, eines futuristischen Dekors und verfremdender Lichteffekte operiert. Demonstration und Werbung gleichzeitig für die Möglichkeiten des computergestützten Zeichnens.“

„Außergewöhnlich an diesem ersten computeranimierten Spielfilm sind die Art der Herstellung und die dadurch entstandenen phantastisch anmutenden Bilder.“

Marcus Stiglegger stellt Ende 2006 im epd Film fest, dass das, was 1982 noch „sehr befremdlich“ erschien, sich nun langsam als „visionärer Kultfilm“ durchsetzt.

### Einspielergebnis
Insgesamt spielte der Film bei Produktionskosten von 17 Millionen US-Dollar 33 Millionen in den USA ein.

### Preise und Nominierungen
Oscarverleihung 1983
- Nominierung in der Kategorie Bestes Kostümdesign für Eloise Jensson und Rosanna Norton
- Nominierung in der Kategorie Bester Ton für Michael Minkler, Bob Minkler, Lee Minkler und James LaRue

Saturn-Award-Verleihung 1983
- Auszeichnung in der Kategorie Bestes Kostüm
- Nominierung in der Kategorie Bester Animationsfilm
- Nominierung in der Kategorie Bester Science-Fiction-Film

British Academy Film Awards 1983
- Nominierung in der Kategorie Beste visuelle Effekte für Richard Taylor, Harrison Ellenshaw

Young Artist Awards 1983
- Nominierung in der Kategorie Beste Familienunterhaltung: Animiert, Musik oder Fantasy

## Trivia
- In Alans Büro steht der Satz „Klaatu barada nikto“ an der Wand – eine Anspielung auf Der Tag, an dem die Erde stillstand von 1951, bei welchem mit diesem Satz die Vernichtung der Erde verhindert wurde.
- Als die drei Programme Flynn, Tron und Ram aus dem Spieleraster ausbrechen und Sark sie an der Kontrollwand verfolgt, sieht man eine Pac-Man-Figur auf der Kontrolltafel. Außerdem hört man in dieser Szene im Hintergrund die typischen Töne des Spiels.
- Als Tron, Flynn und Yori mit dem Solarsegler über den Raster segeln, erkennt man unter ihnen die Silhouette von Disneys Micky-Maus-Gesicht.

## Fortsetzungen
Im Jahr 2010 erschien unter der Regie von Joseph Kosinski eine Fortsetzung unter dem Titel Tron: Legacy, die inhaltlich an Tron anschließt. Der Film wurde teilweise in 3D gedreht und startete am 27. Januar 2011 in den deutschen und österreichischen Kinos. In den Hauptrollen sind wieder Jeff Bridges und Bruce Boxleitner zu sehen. Zur weiteren Besetzung gehörten Garrett Hedlund, Olivia Wilde und Michael Sheen. Die Filmmusik steuerte das französische Elektro-Duo Daft Punk bei.
2012 folgte die Trickfilmserie TRON: Der Aufstand. Im Herbst 2025 soll außerdem Tron: Ares veröffentlicht werden.

## DVD / Blu-ray
- Tron. Deluxe Edition. 2er-DVD-Satz mit vielen Extras. Buena Vista Home Entertainment 2002. Wurde 2003 in den Kategorien Best Overall New Extra Features und Original Retrospective Documentary für den DVD Premiere Award nominiert.
- Tron: Das Original. 2-Disc-Special Edition (DVD). Walt Disney Studios Home Entertainment, 2011
- Tron: Das Original. Special Edition (Blu-ray). Walt Disney Studios Home Entertainment, 2011
- TRON Collection (DVD) inkl.  Tron: Legacy. Walt Disney Studios Home Entertainment, 2011
- TRON Collection (Blu-ray) inkl. Tron: Legacy. Walt Disney Studios Home Entertainment, 2011